# El club de la comedia
El club de la comedia és un format de televisió del gènere stand up comedy, creat per José Miguel Contreras, produït per Globomedia en el qual monologuistes professionals i actors convidats s'enfronten al públic en directe amb un monòleg de 8 i 10 minuts de durada. Compta fins avui amb 12 temporades emeses, en dues etapes diferents (1999-2005, 2011-2017). És l'únic format televisiu que ha estat emès per totes les cadenes generalistes d'Espanya.

## Presentadors i còmics
Els presentadors d' El club de la comedia han estat, successivament:
- Javier Veiga: 1a i 2a temporada (1999 - 2001)[1]
- Emilio Aragón Álvarez: 3a, 4a i 6a temporada (2001 - 2003, 2005-2006)[2]
- El Gran Wyoming: 5a temporada (2004 - 2005).[3][4]
- Eva Hache: 7a, 8a, 9a i 10a temporada (2011 - 2014).[5]
- Alexandra Jiménez: 11a temporada (2015).[6]
- Ana Morgade: 12a temporada (2016-2017)

En el programa hi ha tres tipus de còmics col·laboradors, que es diferencien per la durada del monòleg o per la seva autoria:
- Socis, en la seva majoria actors i personatges del món de la televisió, que interpreten un monòleg escrit pels guionistes del programa.
- Convidats, còmics professionals que interpreten els seus propis monòlegs, escrits per ells mateixos.
- Espontanis, monologuistes novells.

## Guionistes
Alguns dels guionistes de la primera etapa del programa van ser Pablo Motos, Luis Piedrahíta, Rodrigo Sopeña, Marta González de Vega, Arturo González-Campos, Juan Herrera, Jaime Bauzá, Gabriel García-Soto, Alberto López, Helena (Lele) Morales, El Langui i Marcos Más, entre d'altres.

## Cadenes
El programa ha estat emès per totes les cadenes generalistes d'àmbit nacional a Espanya:
- Canal +, 1a a 4a temporada (1999-2004).[7]
- Telecinco, 1a i 2a temporada (2000-2001), simultàniament amb Canal+.[8]
- La 2 de TVE, 3a temporada (2003), simultàniament amb Canal+.[9]
- Antena 3, 5a i 6a temporada (2004-2006).[10]
- La Sexta, 7a, 8a, 9a, 10a, 11a i 12a temporada (2011-2017).

## Teatres

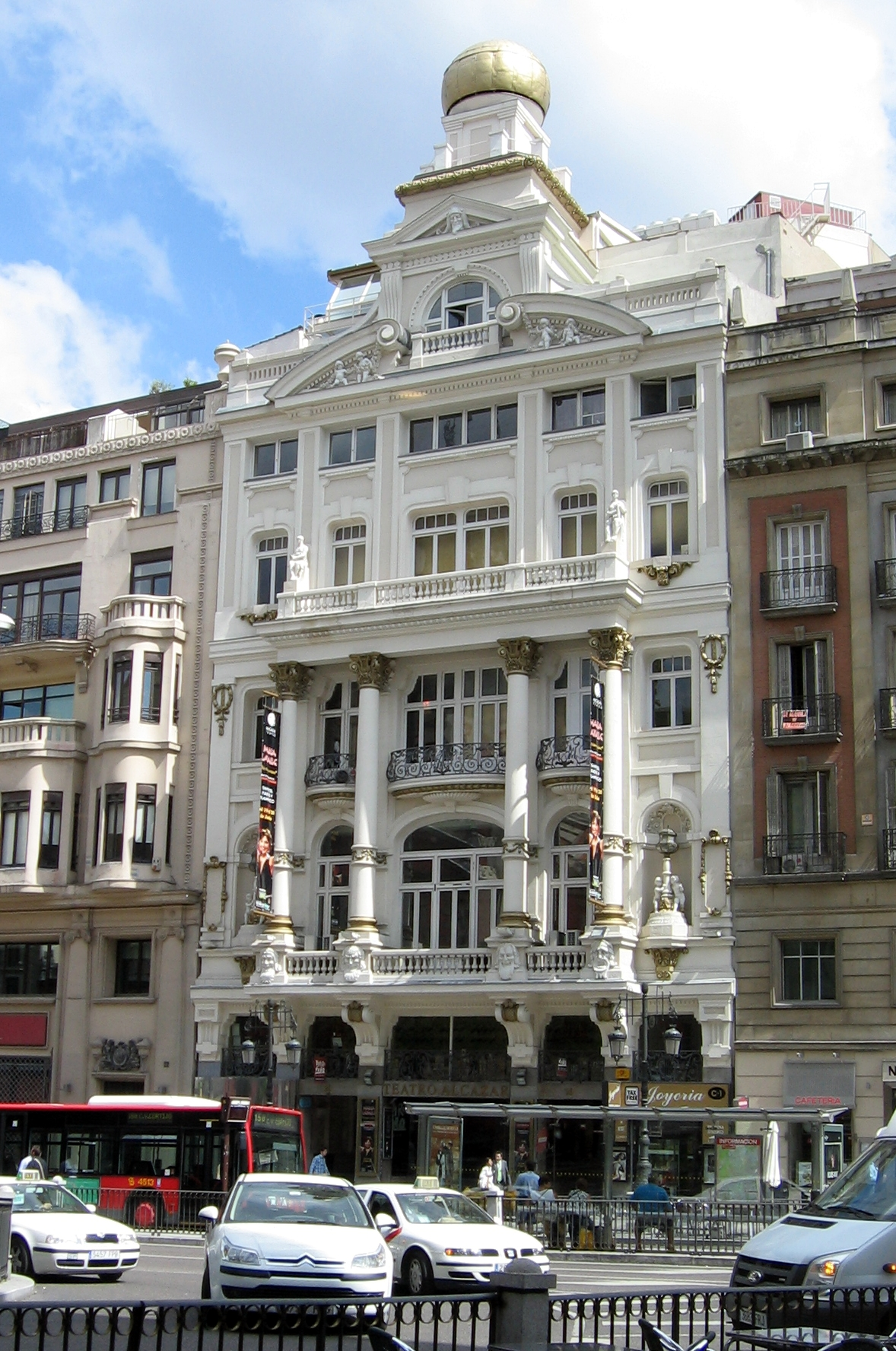
El Teatro Alcázar a Madrid, on es gravava antigament el programa.

El programa s'ha gravat en diferents teatres, com el Teatro Alcázar de Madrid o el Teatre Victòria de Barcelona. La setena temporada (primera de la segona etapa, en laSexta, es va fer des del Teatro Calderón. A la vuitena es va traslladar al Teatre Coliseum. L'any 2014 es va traslladar aquest cop al Teatro Nuevo Apolo, també a Madrid. El 2015 el programa es va gravar novament a l'Alcázar i el 2016 al Calderón.

## La banda d'El club de la comedia
En la primera etapa del programa (1999-2005), si hi havia algú que no faltava a cap actuació di El club de la comedia, eren els cinc membres de La Banda: Giovanni, Jairo, Gautama, Lucena, Yrvis (primera temporada) i José Juan. Acompanyaven al monologuista en l'escenari, encara que se situaven diversos metres per darrere, al fons i a la dreta (del públic). Posaven la nota musical a l'inici i al final del programa, entre monòlegs i fins i tot com a part d'ells.

## Temporades i audiències
| Temporada | Temporada | Episodis | Estrena                | Final                  | Audiència mitjana | Audiència mitjana | Audiència mitjana |
| Temporada | Temporada | Episodis | Estrena                | Final                  | Espectadors       | Quota             |                   |
| --------- | --------- | -------- | ---------------------- | ---------------------- | ----------------- | ----------------- | ----------------- |
|           | 1         | 12       | 26 de setembre de 1999 | 12 de desembre de 1999 | -                 | -                 |                   |
|           | 2         | 12       | 28 d'abril de 2000     | 21 de juliol de 2000   | -                 | -                 |                   |
|           | 5         | 10       | 14 de setembre de 2004 | 23 de novembre de 2004 | 852 000           | 20,8%             |                   |
|           | 6         | 8        | 6 de novembre de 2005  | 18 de desembre de 2005 | 820 000           | 16,6%             |                   |
|           | 7         | 16       | 16 de gener de 2011    | 1 de maig de 2011      | 2 460 000         | 9,9%              |                   |
|           | 8         | 19       | 4 de setembre de 2011  | 22 de gener de 2012    | 1 411 000         | 7,3%              |                   |
|           | 9         | 8        | 19 d'octubre de 2012   | 14 de desembre de 2012 | 1 288 000         | 6,9%              |                   |
|           | 10        | 9        | 15 de juny de 2014     | 24 de desembre de 2014 | 1 539 000         | 9,5%              |                   |
|           | 11        | 9        | 19 de juliol de 2015   | 31 de desembre de 2015 | 1 093 000         | 7,9%              |                   |
|           | 12        | 10       | 8 de novembre de 2016  | 8 de gener de 2017     | 1 788 000         | 6,4%              |                   |
| Total     | Total     | 113      | 1999                   | 2017                   | 1.127.000         | 8,5%              |                   |

### Audiència mitjana de totes les edicions
Aquestes han estat les audiències de les 12 temporades del programa El club de la comèdia.
| Edició                              | Data      | Cadena   | Espectadors | Share |
| ----------------------------------- | --------- | -------- | ----------- | ----- |
| El club de la comèdia: temporada 1  | 1999-2000 | Canal +  | 398.000     | 3,7%  |
| El club de la comèdia: temporada 2  | 2000-2001 | Canal +  | 405.000     | 3,9%  |
| El club de la comèdia: temporada 3  | 2001-2002 | Canal +  | 321.000     | 3,3%  |
| El club de la comèdia: temporada 4  | 2002-2003 | Canal +  | 369.000     | 3,4%  |
| El club de la comèdia: temporada 5  | 2004-2005 | Antena 3 | 869.000     | 4,7%  |
| El club de la comèdia: temporada 6  | 2005-2006 | Antena 3 | 897.000     | 4,4%  |
| El club de la comèdia: temporada 7  | 2011      | La Sexta | 2.460.000   | 9,9%  |
| El club de la comèdia: temporada 8  | 2011-2012 | La Sexta | 1.411.000   | 7,3%  |
| El club de la comèdia: temporada 9  | 2012      | La Sexta | 1.288.000   | 6,9%  |
| El club de la comèdia: temporada 10 | 2014      | La Sexta | 1.539.000   | 9,5%  |
| El club de la comèdia: temporada 11 | 2015      | La Sexta | 1.093.000   | 7,9%  |
| El club de la comèdia: temporada 12 | 2016      | La Sexta | 1.102.000   | 6,4%  |

### Recepció per edicions
|  |  | Edició      |  | Núm. programes | Monologuistes | Data      | Cadena   | Espectadors | Quota |  |
|  |  | ----------- |  | -------------- | ------------- | --------- | -------- | ----------- | ----- |  |
|  |  | Temporada 1 |  | 16             | 42            | 2011      | La Sexta | 1 871 000   | 9,6%  |  |
|  |  | Temporada 2 |  | 19             | 60            | 2011/2012 | La Sexta | 1 429 000   | 7,3%  |  |
|  |  | Temporada 3 |  | 8              | 36            | 2012      | La Sexta | 1 289 000   | 6,9%  |  |
|  |  | Temporada 4 |  | 9              | 36            | 2014      | La Sexta | 1 539 000   | 9,5%  |  |

## Finalistes certàmens de monòlegs
- I Certamen de monòlegs (2000):

- Luis Piedrahíta (guanyador)

- Llum Barrera
- Teresa Urroz
- Eduardo Aldán
- Juanjo Pardo
- Jeremy Williams
- Juan Seller

- II Certamen de monòlegs (2001):

- Héctor de Miguel (guanyador)

- Iñaki Urrutia
- Gregorio Jiménez (Goyo Jiménez)
- José Ignacio Tofé
- Txemi Parra
- Mónica Sánchez-Verguizas

- III Certamen de monòlegs (2002):

- Dani Pérez (guanyador)

- Sergio Olalla
- Dani Delacámara
- Leo Harlem
- El Monaguillo

- IV Certamen de monòlegs (2003):

- Eva Hache (guanyadora)

- Carlos Blanco
- Secun de la Rosa
- Luis Gutiérrez Rojas
- Gurutze Beitia

- V Certamen de monòlegs (2011):

- Sara Escudero (guanyadora)

- Quique Matilla
- Álex Clavero

## Millor monologuista
- 7a temporada (2011):

- Goyo Jiménez (guanyador) - (66,0%)

- Dani Rovira - (57,3%)
- David Guapo - (50,6%)
- Leo Harlem - (48,0%)

- 8a temporada (2011)

- Dani Rovira (guanyador) - (64,2%)

- Luis Piedrahíta (61,0%)
- Leo Harlem (55,0%)
- Dani Mateo (52,5%)

## Premis
- Premis Ondas 2000 a l'espai més innovador
- Nominació a millor programa humorístic als TP d'Or 2000
- Nominació a millor programa d'espectacles i entreteniment als TP d'Or 2003.

## Obres derivades

### Espectacles teatrals
- 5hombres.com
- 5mujeres.com
- Hombres, mujeres y punto
- Las noches del club de la comedia

### Versió xilena
En 2007, el canal de televisió xilè Chilevisión va comprar els drets d'adaptació del format, per a produir la seva pròpia versió del programa, a partir del desaparegut Sociedad de Comediantes Anónimos. Es va estrenar el 16 d'agost d'aquell mateix any.

### Versió russa
En 2005 es va estrenar Comedy Club, un programa de televisió russa de gènere comèdia en viu.

## Publicacions
- El club de la comedia contraataca: un llibre de monòlegs representats en la realitat escrits però igualment divertits perquè l'absència de monologuista deixa lloc a la imaginació.
- Qué mal repartido está el mundo... y el universo ni te cuento: (2011). Es reuneixen tots els monòlegs presentats per la Sexta de la 7a temporada del programa, inclosos els d'Eva Hache.